# Голінатий Петро Миколайович
Петро Миколайович Голінатий (25 березня 1939, с. Стара Ягільниця, Україна — 10 листопада 2020, м. Чортків, Україна) — український хоровий диригент, педагог, самодіяльний композитор, вокаліст, громадський діяч.

## Життєпис
Петро Голінатий народився 25 березня 1939 року в селі Стара Ягільниця Чортківського району Тернопільської области України.
В сім'ї Голінатих було шестеро дітей. Батько — голова місцевого товариства «Просвіта», старший церковний брат, завідувач хати-читальні в селі брав участь у сільському драматичному гуртку, добре співав, а мати також мала чудовий голос. Коли Петрові виповнилося сім років в 1946 році помер його батько, і дев'ятнадцять, — не стало матері. Змалку працював вантажником та обліковцем в місцевому колгоспі.
Закінчив Староягільницьку семирічну школу (восьмий клас закінчив у с. Білобожниця), Тернопільське музичне училище (1966), Київський державний інститут культури (1975), Івано-Франківський педагогічний інститут (1979, нині Прикарпатський національний університет). 
Від 1960 — керівник хору Чортківського м’ясокомбінату; 1961—1962 — учитель музики ЗОШ; згодом — керівник хору в с. Біла Чортківського району; 1969—1972 — хормейстер капели бандуристів Чортківського районного будинку культури, керівник хору Чортківської дитячої музичної школи (ДМШ); від 1977 — керівник народного хору в с. Базар; 1989 — керівник хору в с. Стара Ягільниця; 1991 — керівник жіночого вокального ансамблю Чортківської музичної школи, керівник хору в с. Малі Чорнокінці; 1990—1999 — керівник хору в с. Колиндяни (всі — Чортківського району); 1966—2002 — викладач, завуч Чортківської музичної школи.
Помер 10 листопада 2020 року.

## Громадська діяльність
Депутат Чортківської районної ради (2006—2010).

## Доробок
Автор більше 100 оброкок та аранжувань, музики до вистав, кінофільмів, пісень та інших музичних творів; методичних праць.

### Книги
- Хорові твори (2014, 2016)
- На вістрі неспокою (2018)

## Відзнаки
- дипломант фестивалю духовної музики в м. Тернополі (2002)[2]
- Почесний громадянин Чорткова (2020)[3]

## Нагороди
- Заслужений працівник культури України (2006)
- Відмінник культурно-освітньої роботи
- лауреат Всесоюзного огляду самодіяльної народної творчості (1985, 1987)
- звання «спеціаліст вищої категорії» (1991)
- Людина року-2013[4]
- Почесний громадянин сіл Стара Ягільниця і Базар Чортківського району[2].
- лауреат республіканських і всесоюзних фестивалів[4]
- галузеві нагороди.